# Lijst van meest vervuilde plaatsen ter wereld
Hieronder volgt een lijst van meest vervuilde plaatsen ter wereld (wereldlijst van ecologische rampplekken). Hoe viezer de lucht, hoe viezer het water en hoe giftiger de grond, hoe hoger de notering op de lijst.
Eenmaal per jaar stelt het NGO Blacksmith Initiative een top 30 van meest vervuilde plaatsen samen met als doel, overheden, industrie en burgers te laten samenwerken voor een schoner leefmilieu. De top 30 van meest vervuilde plaatsten wordt ingedeeld in:
- luchtvervuiling
- zware metalen
- industriële chemicaliën
- radioactief afval

## Luchtvervuiling
2007
- Linfen, China (kolenwinning)
- Norilsk, Rusland (ontginning en smelten van nikkel)
- Mexico-Stad, Mexico
- Ürümqi, China

## Zware metalen
2007
- La Oroya, Peru (smelten van polymetallische erts)
- Kabwe, Zambia (loodmijn, heuvels van ertssmeltafval)
- Sukinda, India (chromietwinning)
- Tianying, China (loodwinning en -verwerking)
- Haina, Dominicaanse Republiek
- Huancavelica, Peru
- Ranipet, India
- Wanshan, China
- Öskemen, Kazachstan
- Bratsk, Rusland
- Huaxi, China
- Meycauayan en Marilao, Filipijnen
- Hazaribag, Bangladesh
- Roednaja Pristan en Dalnegorsk, Rusland

## Industriële chemicaliën
2007
- Vapi, India (farmaceutische en pesticidenindustrie)
- Sumqayıt, Azerbeidzjan (petrochemische industrie)
- Dzerzjinsk, Rusland (productie chemische wapens)
- Oriente, Ecuador
- Matanzarivierbekken, Argentinië
- Mahad, India
- Magnitogorsk, Rusland

## Radioactief afval
2007
- Tsjernobyl, Oekraïne (kerncentrale)
- Mailuusuu, Kirgizië
- Tsjita, Rusland